# SoulCalibur Legends

SoulCalibur Legends (ソウルキャリバー レジェンズ, SōruKyaribā Rejenzu) é um jogo eletrônico de ação-aventura exclusivo para Nintendo Wii. É um spin-off da série de luta Soul, da Namco Bandai. Foi lançado em 20 de novembro de 2007 na América do Norte e foi lançado no Japão em 13 de dezembro de 2007. O jogo foi finalmente lançado na Europa e no Reino Unido em 28 de agosto de 2008. Oferece modos multiplayer competitivo e cooperativo, além do modo single player no modo história.

## Enredo do Jogo
A história de SoulCalibur Legends ocorre entre Soul Edge e Soul Calibur, e baseia-se em torno de Siegfried Schtauffen e sua transformação em Nightmare. O jogo começa quando Siegfried encontra a Soul Edge num navio. Ele luta contra Cervantes no convés do navio. Mais tarde Siegfried é encarregado pelo Imperador mascarado do Santo Império Romano de encontrar as partes remanescentes da Soul Edge, a fim de usá-las para ganhar a guerra contra os Bárbaros do Império Otomano.

## Recepção
O Jogo teve menor recepção do que os jogos da série principal e é a pior venda na série.